# Radio Dimensione Suono
Radio Dimensione Suono (RDS) ist ein italienischer Hörfunksender mit Sitz in Rom.

## Geschichte
1976 wurde der Sender in Rom gegründet. Nachdem 1981 der jetzige Geschäftsführer Eduardo Montefusco den Sender übernimmt, wird RDS zu einem der meistgehörten Radiosender der italienischen Hauptstadt. Mitte der 1980er wird unter dem neuen Namen Dimensione Suono Network in ganz Italien gesendet.
In den 1990er beginnt man mit dem Programmkonzept 50% musica italiana - 50 % musica internazionale (50% italienische Musik - 50 % internationale Musik) und führt den bis heute in Italien populären Slogan 100% grandi sucessi (100% Hits) ein.
Nach der Umbenennung in RDS erreichte der Sender erstmals 1997 und auch in den darauffolgenden Jahren den ersten Platz der italienischen Hörerumfrage Audiradio. In dieser Zeit begann RDS als erster italienischer Radiosender mit stündlichen Nachrichtensendungen mit dem 24-Stunden-Betrieb.
Obwohl RDS sein Motto mehrmals geändert hat, blieb man beim Grundsatz 100% grandi sucessi - 100 % Hits. RDS gehört immer zu den drei meistgehörten Sendern Italiens und unterstützt zurzeit die Hilfsorganisation Save the Children beim Bau von Schulen in Tigray. Des Weiteren wird national auch der Bau von Häusern für bedürftige Familien von der Organisation Exodus di Don Mazzi unterstützt.

## Programmgestaltung
Das Programm bei RDS gestaltet sich an normalen Tagen von 9 bis 1 Uhr wie folgt:
| Häufigkeit      | Programmbestandteil        | Erläuterung                                                                                        |
| --------------- | -------------------------- | -------------------------------------------------------------------------------------------------- |
| jede 20. Minute | Traffic                    | Verkehrsinformationen von Octo Telematics                                                          |
| jede 20. Minute | Wetter                     | Detaillierte Wetterinformationen (08:20, 19:20 und 20:20)                                          |
| jede 20. Minute | Oroscopo                   | Horoskop mit Brank e le stelle (05:20 und 07:20)                                                   |
| jede 20. Minute | 100 sec con Enrico Mentana | 100 Sekunden mit dem erfolgreichen Regisseur Enrico Mentana (09:20, 10:20, 11:20, 17:20 und 18:20) |
| jede 20. Minute | Weekend RDS                | Wochenendshow (nur Freitag 19:20 bis Sonntag 23:20)                                                |
| jede 30. Minute | Spazio Novità              | Informationen über neue Singleauskopplungen                                                        |
| jede 30. Minute | Tournée RDS                | Möglichkeit, Tickets von mit RDS kooperierenden Bands und Künstlern zu gewinnen                    |
| jede 30. Minute | Anteprima RDS              | Möglichkeit, Musikalben fünf Tage vor dem offiziellen Veröffentlichungsdatum zu gewinnen.          |
| jede 30. Minute | Esclusiva RDS              | Exklusive RDS-Nachrichten, z. B. von den Grammy Awards                                             |
| jede 40. Minute | Sport News                 | Sportnachrichten                                                                                   |
| jede 57. Minute | Attualità RDS              | Aktuelle Nachrichten                                                                               |
| jede 57. Minute | Cinema RDS                 | Neu veröffentlichte Kinofilme                                                                      |

## Hörerzahlen
Quelle: italienische Hörerumfrage Audiradio
- 1991: 620.000
- 1992: nicht erhoben
- 1993: 2.671.000
- 1994: 3.370.000
- 1995: 3.855.000
- 1996: 4.505.000
- 1997: 4.631.000
- 1998: 5.057.000
- 1999: 4.707.000
- 2000: 4.536.000
- 2001: 4.051.000
- 2002: 4.092.000
- 2003: 4.220.000
- 2004: 4.420.000
- 2005: 4.505.000
- 2006: 4.965.000
- 2007: 5.014.000
- 2008: 5.263.000
- 2009: 5.034.000